# ボールベアリングドラゴンズ
ボールベアリングドラゴンズは、日本の演劇プロデュースユニット。2004年、脚本・演出の田岡美和を中心に活動を開始。

## 概要
2004年、『Clap』で活動を開始し、以降年に1、2回の公演を行っている。毎回、田岡美和の書き下ろし脚本を使用している。固定的な所属俳優・劇団員は持たず、公演のつど出演者を集めるプロデュースユニットの形をとっている。2007年の第6回公演までは東京大学駒場キャンパス内駒場小空間、第7回公演以降は世田谷区東松原の劇場ブローダーハウスで上演し、ワンシチュエーションでの少人数の会話劇を特色とする。

## これまでの公演

### 2004年
- Clap
- 開店休業／ラッキーリバーキャッチ[1]

### 2005年
- 半身浴

### 2006年
- 真冬のコント・寸劇祭り[2]
- サンタがまちにまっている

### 2007年
- ヘイパス!
- 大人になって、好きになった

### 2008年
- 春の鯛

### 2009年
- 見えなくてもそうなんだ

### 2010年
- 朝までは